# 콩고 공화국
콩고 공화국(프랑스어: République du Congo 레퓌블리크 뒤 콩고[*], 문화어: 꽁고 공화국), 줄여서 콩고(프랑스어: Congo 콩고[*], 문화어: 꽁고)는 아프리카 콩고강 유역에 접한 나라이다. 인접한 콩고 민주 공화국과 구별하기 위하여 브라자빌 콩고(Brazzaville Congo, 문화어: 꽁고(브))라고 부르기도 한다.

## 역사
본래 콩고는 콩고 왕국, 로앙고 군주국, 테케 소왕국 등으로 나뉜 왕국 영토였으나, 분국된 이 나라들이 모두 1885년부터 프랑스의 식민지가 되었으며 이후 1960년에 프랑스로부터 독립했다. 1970년부터 공산주의를 표방하면서 콩고 인민공화국(프랑스어: République populaire du Congo 레퓌블리크 포퓔레르 뒤 콩고[*])으로 국호를 바꾸었으나, 이후 1991년에 공산주의를 포기하면서 원래의 국호로 환원되었다.

## 지리
콩고 공화국은 중앙 서부 지대에 위치하며 적도와 만나고 반사하라 지대에 속한다. 남동쪽으로는 콩고 민주 공화국, 서쪽으로는 가봉, 북쪽으로는 카메룬과 중앙아프리카 공화국, 남서쪽으로는 앙골라의 월경지인 카빈다주와 접한다. 대서양 연안을 끼고 있기도 하다.
수도인 브라자빌이 콩고 강 일대에 있으며 남쪽 지대에 있다. 남서쪽에는 해안 평원 지대가 있으며 코일루 니아리 강이 흐른다. 내륙에는 중앙 평원 지대가 나타나며 남북으로 두 개의 분지가 있다.

## 인구와 주민
대부분 콩고인(콩고 인종)이 거주한다.
| 연도 | 인구 (100만 명) |
| ---- | --------------- |
| 1950 | 0.8             |
| 2000 | 3.2             |
| 2018 | 5.2             |

## 언어
프랑스어가 공용어이다.
2002년 헌법 6조에 "공용어는 프랑스어다." 또한 동조에 "국민의사소통어는 링갈라어와 투바어(키투바)다."라고 규정하고 있다. 키투바는 콩고어(키공고)의 다른 이름이다. 즉, 콩고 민주 공화국의 4개국민어중에서 2개어를 함께 사용하고 있는 것이다.
콩고는 프랑스어사용국기구(프랑코포니)의 정회원국이다.

## 종교
콩고 공화국의 인구의 절반 정도가 기독교 신자이며, 기독교 신자는 개신교와 천주교가 5:5 수준이다. 이슬람교는 2%를 차지하고 있다.

## 경제
1996-2005년 기간 동안 연평균 3.4%의 경제 성장을 기록하였다.

## 대외 관계
1991년까지 20여년 동안 이 나라는 확고한 사회주의 진영이었으며 소련 및 동구권 국가들과 주로 동맹을 맺었다.
한국과의 관계
손원일(당시 주서독 대사) 특사 일행은 1960년 7월, 콩고 공화국 독립식전에 참석하였다. 일찍이 1962년에 대한민국과 수교하고, 1964년에 조선민주주의인민공화국과 수교하였다. 이후 콩고 인민 공화국 정권이 들어서면서 대한민국과는 1965년에 단교되었으나 콩고인민공화국 정권 마감과 함께 1990년에 외교관계를 정상화하였다. 대한민국은 콩고 공화국에 관한 외교 업무를 콩고 민주 공화국 주재 대사관에서 겸임하며 콩고 공화국은 대한민국에 관한 외교 업무를 중화인민공화국 주재 대사관에서 겸임한다. 모두 25명(재외국민 25명, 시민권자 0명)의 한민족들이 콩고 공화국에 거주(2010년 12월 기준)하고 있다.
중앙아프리카공화국과의 관계
중앙아프리카공화국의 2005년 선거 당시, 콩고 공화국의 대통령 드니 사수응게소는 프랑수아 보지제를 공개적으로 지지한 바 있다. 중앙아프리카 공화국에 주재하는 다국적군(FOMUC)에 콩고 공화국의 군대도 포함되어 있다.
미국과의 관계
미국과 콩고의 외교 관계는 콩고의 가장 급진적인 마르크시즘 기간인 1965년부터 1977년까지는 단절되어 있었다. 관계 회복과 함께 1977년 미국 대사관이 재개되었으나, 사회주의 시대가 종말될 때까지의 관계는 소원했다. 1980년대 말 콩고와 미국을 포함한 서방 세계 간의 관계 완화가 진전되었다. 콩고 공화국의 대통령 드니 사수응게소는 1990년 워싱턴을 공식 방문하여 조지 H. W. 부시 대통령의 영접을 받았다.